# AOH1996
AOH1996 este un medicament anticanceros experimental care acționează ca un inhibitor cu moleculă mică al antigenului nuclear celular în proliferare (PCNA sau "proliferating cell nuclear antigen") și se află în Faza I de studii clinice din August 2023 pentru tratamentul tumorilor solide.
AOH1996 a fost creat cu scopul de a ataca o izoformă post-translațională a PCNA, denumită caPCNA, care se regăsește de preferință în celulele canceroase . PCNA este crucială în organism pentru repararea ADN-ului, dar în schimb, țintirea acestuia este dificilă din cauza rolului său extrem de dăunător asupra celulelor complet sănătoase. Prin țintirea selectivă a caPCNA, ar putea fi posibilă uciderea celulelor canceroase si evitarea totală a afectării țesuturilor sănătoase. Testarea în vitro a demonstrat faptul că AOH1996 a inhibat creșterea și a dus la oprirea ciclului celular și moartea celulelor apoptotice într-o mare varietate de linii de celule canceroase, dar nu a avut niciun efect asupra majoritatății celulelor de tip normal, nemaligne. La modelele animale de câini și șoareci, nu au fost observate efecte secundare sau de toxicitate chiar și la doze de șase ori mai mari decât cea eficientă.
Substanța a fost denumită după anul nașterii și inițialele Anna Olivia Healey, care din păcate, a murit de neuroblastom în 2006. Fondurile strânse de părinții și apropriații acesteia au contribuit la sprijinirea și asigurarea dezvoltării compusului chimic.